# Classe Turya
La classe Turya (progetto 206M Shtorm secondo la designazione sovietica) è una classe di motosiluranti in configurazione aliscafo, composta da 40 unità costruite in Unione Sovietica ed entrate in servizio tra il 1973 e il 1985 in due versioni distinte.
La maggior parte delle Turya entrò in servizio con la Voenno-morskoj flot sovietica, ma alcune unità furono destinate all'esportazione in nazioni amiche.

## Sviluppo
Nel 1973, quando la classe Shershen era ancora in produzione, entrarono in servizio anche le prime Turya, considerate l'ultimo concetto di motosilurante a livello mondiale. Si trattava di aliscafi basati sullo stesso scafo delle Osa II sovietiche, ancora una volta la pietra di paragone per le navi leggere d'attacco.
Le motosiluranti della classe Turya hanno un sistema di ali retrattile dentro lo scafo, che permette la sostentazione ad alte velocità. Nondimeno, esse risultarono solo leggermente più veloci delle Osa e più lente delle Shersen.
L'armamento è piuttosto antiquato, visto che non imbarca neppure un missile ma è basato principalmente su quattro tubi lanciasiluri da 533 mm e una leggera dotazione di artiglieria (un impianto binato da 57 mm e uno da 25 mm) in funzione antiaerea.
L'apparato propulsivo verte, come sulla Osa II, in 3 moroti diesel su 3 assi, con una potenza complessiva di 15.000 cavalli vapore.

## Il servizio
In tutto ne furono costruite 40 unità, di cui 16 nella versione modificata Progetto 206ME con tubi lanciasiluri di diverso tipo e senza l'apparato sonar.
A prescindere dalla loro classificazione come unità d'attacco silurante, le Turya sono spesso state utilizzate come pattugliatori ASW, come dimostra la presenza di un sonar leggero a profondità variabile a bordo. Il sonar è associato ai siluri, conseguentemente presenti nelle versioni ASW: di conseguenza, gli aliscafi erano usati prevalentemente come unità d'intervento rapido in funzione antisommergibile (insieme ad altre piccole unità). A differenza degli esemplari sovietici, le unità cubane hanno ricevuto siluri antinave: di conseguenza, si presume che siano sprovviste di sonar.
Varie unità sono state cedute alle marine militari di nazioni amiche:
- Cambogia: due unità cedute tra il 1984 e il 1985, ancora in servizio con la Royal Cambodian Navy.
- Cuba: nove unità cedute tra il 1979 e il 1983 alla Marina de Guerra Revolucionaria.
- Etiopia: due unità cedute nel 1985 alla Marina militare etiope, distrutte all'ormeggio durante la guerra d'indipendenza dell'Eritrea nel 1995.
- Seychelles: una unità ceduta nel 1985 alla Seychelles Coast Guard, dismessa nel 1995.
- Vietnam: cinque unità cedute tra il 1984 e il 1986 alla Hải quân nhân dân Việt Nam, ancora in servizio.

Per quanto riguarda gli esemplari rimasti in servizio in Unione Sovietica, oggi ne rimangono operativi con la Marina della Federazione Russa tre assegnati alla Flottiglia del Caspio (R 25, R 30 ed R 50 Karachaevo-Cherkessia).